# 松山村 (香川県)
松山村（まつやまむら）は、香川県綾歌郡にあった村。

## 歴史
- 1890年2月15日 - 町村制施行に伴い、阿野郡高屋村（たかやむら）、青海村（おおみむら）、神谷村（かんだにむら）が合併し、松山村が発足。
- 1899年4月1日 - 阿野郡が鵜足郡と合併し、綾歌郡となる。
- 1956年4月 - 青海の一部が分離し、大屋冨（おおやぶ）が成立。当村内は4大字となる。
- 1956年7月1日 - 坂出市に編入。4大字は坂出市の町名に継承。

## 村長
- 松浦伊平